# Drackenstedt
Drackenstedt è una frazione (Ortsteil) del comune tedesco di Eilsleben, situato nel circondario di Börde, nel land della Sassonia-Anhalt.
Fino al 30 agosto 2010 Drackenstedt era un comune autonomo.